# Maqueta (música)

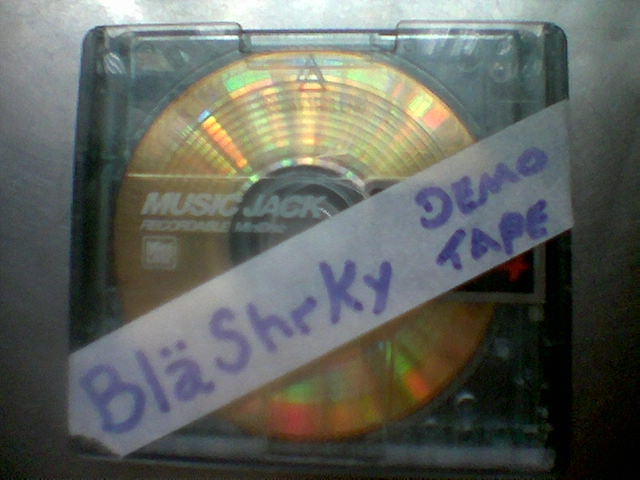
Demo o maqueta musical.

Una maqueta musical es una grabación de prueba de uno o varios temas musicales normalmente utilizado por los artistas con fines promocionales antes de sacar un trabajo profesional al mercado. También se usa el anglicismo demo con el mismo significado. Las maquetas pueden ser caseras o realizarse en estudios de grabación. Existen maquetas en cualquier estilo musical. 

## Elaboración de la maqueta
Normalmente las maquetas se elaboran durante el proceso de iniciación de un grupo o artista musical, antes de llegar a su comercialización. Su propósito es demostrar el estilo y la calidad de las interpretaciones sin invertir la misma cantidad de tiempo y recursos dedicados a un producto final. Se envían a las discográficas profesionales y a los organizadores de conciertos y certámenes. También se pueden usar por los músicos como una forma de refinar sus ideas sobre una canción y compartirlas con sus colaboradores antes de darle su forma definitiva. Es posible realizar maquetas caseras, gracias al uso de ordenadores y programas sofisticados de grabación y de manipulación de música en formato digital. Los estudios de grabación también dedican sus instalaciones y personal a la confección de maquetas de grupos nuevos cuando no son utilizados por las compañías discográficas.

## Grupo maquetero
Se denomina «grupo maquetero» a aquel grupo musical que solo saca a la luz maquetas pero cuidando mucho su calidad, de modo que la maqueta se aproxime al máximo a la calidad de una grabación profesional. Esto también puede ocurrir en un artista independiente. En muchos casos, el artista o grupo graba su maqueta en estudios de grabación y diseñan carátulas, llegando a venderlas o distribuirlas en formato CD o digital. En muchos casos, estos grupos estaban ligados a programas de radio que difundían sus maquetas y hacían que alcanzaran cierta notoriedad, como el Diario Pop o Flor de Pasión. Grupos como Los Suspensos o Los Vegetales, fueron conocidos originalmente por sus maquetas, difundidas por estos medios.
Es un error común pensar que un artista maquetero no es profesional en su ámbito, o que tiene menor calidad que otro con trabajos en el comercio. Hay muchos autores que, por malas experiencias en discográficas, para preservar su autonomía artística o para crear música libre sin ánimo de lucro, deciden publicar únicamente maquetas e incluso distribuirlas gratuitamente por internet.